# Михеєвська сільська рада (Ардатовський район)
Міхеєвська сільська рада (рос. Михеевский сельсовет) - сільське поселення в Ардатовському районі Нижньогородської області Російської Федерації.
Адміністративний центр - село Міхеєвка.

## Історія
Статус і кордони сільського поселення встановлені Законом Нижньогородської області від 15 червня 2004 року № 60-З «Про наділення муніципальних утворень - міст, робітничих селищ і сільрад Нижньогородської області статусом міського, сільського поселення».

## Населення
| 2002 | 2010 | 2012 | 2013 | 2014 | 2015 | 2016 |
| ---- | ---- | ---- | ---- | ---- | ---- | ---- |
| 703  | ↘688 | ↘641 | ↘625 | ↘601 | ↘574 | ↗579 |
| 2017 |      |      |      |      |      |      |
| ↗581 |      |      |      |      |      |      |

## Склад міського поселення
| № | Населений пункт | Тип населеного пункту        | Населення |
| - | --------------- | ---------------------------- | --------- |
| 1 | Автодеєво       | село                         | ↘119      |
| 2 | Вишнева         | присілок                     | ↘36       |
| 3 | Канерга         | село                         | ↗184      |
| 4 | Міхеєвка        | село, адміністративний центр | ↘349      |